# متلازمة قمة الحجاج
متلازمة قمة الحجاج أو متلازمة ذروة الحجاج (بالإنجليزية: Orbital apex syndrome)‏ وتُسمى أيضًا متلازمة جاكود (بالإنجليزية: Jacod syndrome)‏ هي مجموعة من القصور في الأعصاب القحفية الناجمة عن وجود آفة كتلية بالقرب من قِمة حَجَاج العين (محجر العين). تختلف هذه المتلازمة عن متلازمة روشون-دوفيكنياد والتي تحدث نتيجةً لآفة أمامية مُباشرة لقمة محجر العين. غالبًا تتضمن الإصابة العصب البصري.

## السِمات
السمة الأكثر شيوعًا في هذه المتلازمة هي حدوث خلل وظيفي في العصب المحرك للعين والذي يؤدي إلى شلل في عضلات العين، وغالبًا ما يكون مًصاحَبًا بخلل وظيفي في العصب العيني مؤديًا إلى نقص الحس في الجزء العلوي من الوجه. قد تتضمن الإصابة العصب البصري، مؤديةً إلى ضعف الإبصار.

## الأسباب
غالبًا ما يرتبط حدوث هذه المتلازمة مع ورم حفرة القحف المتوسطة (بالقرب من قمة محجر العين)، ولكن قد تحدث نتيجةً لأسبابٍ أخرى.

### أسباب ورمية
- سرطان الرأس والعنق
- أورام عصبية
- أورام الأنسجة المكونة للدم والأنسجة الليمفاوية

### أسباب التهابية
- غرناوية
- ذئبة حمامية شاملة
- متلازمة شيرغ ستراوس
- ورام حبيبي ويغنري
- التهاب الشريان ذو الخلايا العملاقة
- مرض الدرقية

### أسباب صدمية
- مشكلة علاجية المنشأ (تتبع الجراحة)
- كسر ذروة الحجاج (كسر قمة الحجاج)
- جرح نافذ

### أسباب وعائية
- أم الدم في الشريان السباتي الأصلي

## التشخيص
تتنوع أساليب تشخيص هذه المتلازمة، وتعتمد على تحديد المسببات الممكنة. على الرغم من ذلك، فإنَّ التصوير المقطعي المحوسب للوجه (أو تصوير بالرنين المغناطيسي أو كليهما) قد يساعد في التشخيص.

## العلاج
تتطلب العديد من الحالات تقليل الالتهاب الموجود باستخدام عوامل تعديل المناعة الجهازية والتي تشمل الكورتيكوستيرويدات والعوامل التي تحافظ على الستيرويد. يمكن إجراء جراحة تخفيف الضغط لتوفير توسع تشريحي للمحجر والعلاج الإشعاعي لتخفيف الالتهاب الذي يسبب انضغاط العصب البصري في اعتلال مدار الغدة الدرقية.